# Андрей Пантев
Андрей Лазаров Пантев е български историк, член-академик на Световната академия „Платон“.

## Биография
Роден в на 26 март 1939 г. в с. Раковица, област Видин. Произхожда от учителско семейство. Двамата му родители са учители, а той самият е вече трето поколение учител. През 1954 г. завършва гимназия във Видин, след което следва история в Софийския държавен университет, където се дипломира през 1961 г.
Пантев работи в историческия музей във Видин през периода 1962 – 1965 г., след което записва редовна аспирантура в Софийския университет. През 1967 г. защитава първата си дисертация (доктор), а през 1984 г. става доктор на науките. Специализира в Англия през 1969 г. и в САЩ през 1979 г.
От 1967 до 1974 г. е последователно научен сътрудник и старши научен сътрудник в Института за история при БАН. През 1975 г. е избран за доцент, а през 1985 г. – за професор в Историческия факултет на Софийския университет.
През периода 1982 – 1984 г. Пантев преподава балканска история в САЩ. Бил е гост-професор във Великотърновския университет, Националната художествена академия, Пловдивския университет, УНСС, ЮЗУ и др.
Президент е на Българската асоциация за американистика от 1990 г., а от 1999 г. е председател на гражданското обединение „Св. Георги Софийски“.
Андрей Пантев е депутат в XXXIX, XL народно събрание и XLI народно събрание от гражданската квота на Коалиция за България.
На 14 юли 2009 г. той ръководи първото заседание на XLI народно събрание, за избиране на председател на парламента.
Андрей Пантев е автор на:
- над 300 публикации на български, английски, руски, испански, немски;
- около 40 книги,
- съставител и редактор на исторически сборници и енциклопедии.

През 2002 г. Андрей Пантев получава награда „Голям Платонов Нобел на века“ на Световната академия „Платон“.

## Обществена позиция
През март 2008 е един от „100 български интелектуалци“ подписали открито писмо срещу признаването от страна на българското правителство на независимостта на Косово от Сърбия. В писмото се говори за сърбите като за „братя по кръв и вяра“ и завършва с въпроса „Луди ли сте, слепи ли сте, или само купени?“

## Избрана библиография
- „Англия срещу Русия на Балканите: 1879-1894“ (1972 г.)
- „Българския въпрос във Великобритания 1876“ (1981 г.)
- „Историческа българистика в Англия и САЩ 1856-1919“ (1986 г.)
- „Революция и реформи в Западна Европа и Северна Америка, XVII–XVIII в.“ (1988 г.)
- „Христофор Колумб и новият свят“ (за деца, 1989 г.)
- „Защо две Америки“ (1991 г.)
- „История на България. Т. 7“ (1991 г., съавт.)
- „Години на демокрация?“ (1992 г.)
- „История на България“ (1993 г., съавт.)
- „Раждането на модерната демокрация“ (1993 г.)
- „US Project for Determining the Borders of Bulgaria: 1918-1919“ (USA, 1993 г.)
- „САЩ и българския териториален въпрос 1919“ (на английски, Ню Лексингтън, Охайо, 1993 г.)
- „История на новото време“ (1994 г., съавт.)
- „Проблеми на новата и най-новата стопанска история“ (1994 г., съавт.)
- "Стефан Стамболов – хъшът държавник, или „Българският Бисмарк“ (1994 г.)
- „Хронологична енциклопедия на света“, т. V (1995 г., съавт.)
- „За Стамболов в часа на България“ (1995 г.)
- „Cultural and Intercultural Traditional Perspectives in Europe“ (Strasburg, 1995 г.)
- „Българският април 1876 г. в Англия и САЩ“ (1996 г.)
- „Историческата еволюция и политическа демокрация“ (1997 г.)
- „Другата версия“ (1998 г.)
- „100 най-известни българи в нашата история“ (1997 г., съавт.)
- „Гладстон и българите“ (1999 г., съавт.)
- „Светът след Иисус“ (1999 г., съавт.)
- „Стоте най-влиятелни българи в нашата история“ (1999 г.)
- „Исторически многоточия“ (1999 г.)
- „Българската история в европейския контекст“ (2000 г.)
- „Сир, това е революция“ (2001 г.)
- „Исторически въпросителни“ изд. РИВА, София (2003 г.)
- „Носът на Клеопатра“ изд. РИВА, София (2004 г.)